# Microrégion d'Itaporanga
La microrégion d'Itaporanga est l'une des huit microrégions qui subdivisent le sertão de l'État de la Paraíba au Brésil.
Elle comporte 11 municipalités qui regroupaient 82 841 habitants en 2006 pour une superficie totale de 3 054 km2.

## Municipalités[1]
- Boa Ventura
- Conceição
- Curral Velho
- Diamante
- Ibiara
- Itaporanga
- Pedra Branca
- Santa Inês
- Santana de Mangueira
- São José de Caiana
- Serra Grande